# Cyathura cubana
Cyathura cubana är en kräftdjursart som beskrevs av Negoescu 1979. Cyathura cubana ingår i släktet Cyathura och familjen Anthuridae. Inga underarter finns listade i Catalogue of Life.